# نمکه
نمکه یک روستا در ایران است که در دهستان رودبار واقع شده‌است. نمکه ۳۸ نفر جمعیت دارد.